# 존 포드
존 포드(John Ford, 1894년 2월 1일 ~ 1973년 8월 31일)는 미국의 영화 감독이다.
메인 대학을 중퇴하고서 할리우드로 진출해 조감독을 거쳐서 1917년 감독으로서 등장하여, 서부극의 제1인자가 되었다.
그 사람은 고향 아일랜드와 북아메라카를 향한 무한한 애정과 인생을 대상으로 한 깊은 생각을 힘센 남성다운 기법으로 일관하여 묘사하였으며, 미합중국 영화를 상징하는 존재로서 평가된다.

## 감독
- 1966년: 일곱 여인들 (Seven Women)
- 1964년: 샤이안 (Cheyenne Autumn)
- 1963년: 도노반의 산호초 (Donovan's Reef)
- 1962년: 서부 개척사 (How The West Was Won)
- 1962년: 리버티 밸런스를 쏜 사나이 (The Man Who Shot Liberty Valance)
- 1961년: 투 로드 투게더 (Two Rode Together)
- 1959년: 존 웨인의 기병대 (The Horse Soldiers)
- 1958년: 마지막 함성 (The Last Hurrah)
- 1958년: 기디온 경감 (Gideon's Day)
- 1956년: 수색자 (The Searchers)
- 1955년: 롱 그레이 라인 (The Long Gray Line)
- 1955년: 미스터 로버츠 (Mister Roberts)
- 1953년: 모감보 (Mogambo)
- 1953년: 태양은 밝게 빛난다 (The Sun Shines Bright)
- 1952년: 말 없는 사나이 (The Quiet Man)
- 1950년: 웨건 마스터 (Wagon Master)
- 1950년: 웬 윌리 컴스 매칭 홈 (When Willie Comes Marching Home)
- 1950년: 리오 그란데 (Rio Grande)
- 1949년: 핑키 (Pinky)
- 1949년: 황색 리본을 한 여자 (She Wore a Yellow Ribbon)
- 1948년: 아파치요새 (Fort Apache)
- 1946년: 황야의 결투 (My Darling Clementine)
- 1945년: 그들은 소모품이다 : 그들은 희생양이다 (They Were Expendable)
- 1941년: 나의 계곡은 푸르렀다 (How Green Was My Valley)
- 1940년: 분노의 포도 (The Grapes of Wrath)
- 1940년: 귀향 (The Long Voyage Home)
- 1939년: 역마차 (Stagecoach)
- 1939년: 모호크족의 북소리 (Drums Along The Mohawk)
- 1939년: 청년 링컨 (Young Mr. Lincoln)
- 1935년: 밀고자 (The Informer)
- 1935년: 굽이도는 증기선 (Steamboat Round The Bend)
- 1931년: 애로우스미스 (Arrowsmith)
- 1924년: 철마 (The Iron Horse)

## 제작
- 1963년: 도노반의 산호초 (Donovan's Reef)
- 1950년: 리오 그란데 (Rio Grande)
- 1939년: 역마차 (Stagecoach)

## 기획
- 1948년: 아파치요새 (Fort Apache)